# منهاج القرآن الدولية
منهاج القرآن الدولية هي منظمة دولية صوفية غير حكومية أسسها محمد طاهر القادري في عام 1980 في لاهور، باكستان.
منهاج القرآن يعقد أحد أكبر التجمعات السنوية للاعتكاف خلال شهر رمضان، وينظم أكبر حدث ليلي في ليلة القدر في 27 رمضان مع ملايين الحضور. وتُنظم حوارات بين الأديان مع الأقليات الدينية في باكستان.
في سبتمبر 2011 نظم منهاج القرآن مؤتمرًا كبيرًا بعنوان «السلام من أجل الإنسانية» في ويمبلي أرينا في لندن.